# Cacimba de Dentro
Cacimba de Dentro is een gemeente in de Braziliaanse deelstaat Paraíba. De gemeente telt 17.654 inwoners (schatting 2009).
De gemeente grenst aan Solânea, Araruna en Damião.